# Afternoon Delight (filme)
Afternoon Delight (bra: As Delícias da Tarde ou Desejos da Tarde) é um filme independente estadunidense de comédia dramática de 2013, escrito e dirigido por Jill Soloway. O filme é estrelado por Kathryn Hahn, Juno Temple, Josh Radnor e Jane Lynch.

## Enredo
Rachel (Kathryn Hahn) é uma mãe que vive em uma vida infeliz, frustrada com o papel de mãe dona de casa e que não faz sexo com o marido Jeff (Josh Radnor) há meses. Ela visita sua terapeuta, Lenore (Jane Lynch), mas não consegue encontrar ajuda em seus conselhos.
Procurando apimentar seu relacionamento, eles vão a um clube de striptease, onde Rachel vê McKenna (Juno Temple). Jeff compra para ela uma dança de colo privada de McKenna; Rachel descobre que McKenna tem apenas 19 anos. Mas depois, Rachel e Jeff continuam sem fazer sexo.
Rachel dirige para o bairro do clube de strip, esperando ver McKenna. Em um local de café expresso, ela vê McKenna e elas começam a conversar. Ela se apresenta e elas se tornam amigas, tomando café juntas regularmente. Um dia, Rachel encontra McKenna expulsa de sua residência e agora está sem-teto, então a convida a ficar em sua casa grande. Enquanto Jeff está menos do que feliz, Rachel não sente que pode expulsá-la, pois sente que pode ajudar McKenna a deixar de ser uma stripper. Ela descobre que McKenna é uma 'trabalhadora do sexo', que tem clientes que vê regularmente.
Rachel começa a ensinar McKenna a ser babá de seu filho Logan. Quando Rachel fica frustrada em um evento da escola, ela pergunta a McKenna se pode ir com ela ver seu cliente, Jack. Quando lá, ela observa os dois fazendo sexo e fica horrorizada com o que vê.
Quando perguntada por uma amiga se McKenna pode ser babá, Rachel muda de ideia e diz que não quer que ela o faça. McKenna está chateada com isso, pois fez um grande esforço para comprar coisas para a festa das meninas. Enquanto as mulheres estão fora, e todos os homens estão na casa de Jeff e Rachel, McKenna entra e começa a agir provocativamente. Ela acaba dormindo com um dos amigos de Jeff, mas sua esposa e Rachel os encontram. McKenna é expulsa da casa deles.
Rachel diz a Jeff que ela quer sair desta vida, o que ele entende que ele deveria sair. Em uma visita a Lenore, Rachel a conforta Lenore quando ela começa a chorar e a contar como a parceira havia ido embora, dizendo "Não quero começar tudo de novo". Naquela noite, Rachel vai até Jeff (ele está na garagem de um de seus amigos) e eles se reconciliam, ficando mais felizes do que nunca.
Um dia, enquanto dirigia, Rachel vê McKenna na rua e começa a parar, mas muda de ideia. Ela diz à amiga que não tinha nada a dizer.
Rachel e Jeff estão felizes juntos novamente. O filme termina com Rachel e Jeff fazendo sexo apaixonado, enquanto Rachel geme de orgasmo.[carece de fontes?]

## Elenco
- Kathryn Hahn como Rachel
- Juno Temple como McKenna
- Josh Radnor como Jeff
- Jane Lynch como Lenore
- Jessica St. Clair como Stephanie
- Michaela Watkins como Jennie
- Josh Stamberg como Matt
- John Kapelos como Jack
- Keegan-Michael Key como Bo
- Annie Mumolo como Amanda
- Bryan Lugo como motorista de caminhão de reboque

## Lançamento
O filme estreou no Festival de Cinema de Sundance de 2013. O filme recebeu um lançamento limitado em 30 de agosto de 2013.

## Recepção
Afternoon Delight Delight recebeu críticas positivas. O site agregador de críticas Rotten Tomatoes dá ao filme uma taxa de aprovação de 67% baseada em 81 críticas, com uma classificação média de 6.17/10. Críticos consenso do filme diz: "O tom incerto de Afternoon Delight é divertido por um diálogo inteligente e um trabalho de destaque de Kathryn Hahn" Em Metacritic, baseado em 21 críticos, o filme tem uma classificação de 48/100, significando "críticas mistas ou médias". Christy Lemire deu ao filme duas estrelas.
Soloway recebeu o prêmio de direção (Estados Unidos, Drama) no Festival Sundance de Cinema de 2013 em 26 de janeiro de 2013.
O cineasta Quentin Tarantino incluiu Afternoon Delight em sua lista dos dez melhores filmes de 2013.